# .ck
Pour les articles homonymes, voir CK.
 (août 2024).
Si vous disposez d'ouvrages ou d'articles de référence ou si vous connaissez des sites web de qualité traitant du thème abordé ici, merci de compléter l'article en donnant les références utiles à sa vérifiabilité et en les liant à la section « Notes et références ».
.ck est le domaine de premier niveau national (en anglais : country code top level domain (ccTLD)) réservé aux îles Cook.